# Disc (magazine)
Pour les articles homonymes, voir Disc.
Disc est un hebdomadaire musical britannique édité entre 1958 et 1975.

## Histoire
Le premier numéro de Disc paraît le 8 février 1958. Ses principaux concurrents sont Melody Maker, New Musical Express et Record Mirror. Il s'en distingue en se consacrant davantage à la musique pop tout en publiant son propre classement des meilleures ventes de disques. Il propose également des critiques des derniers singles du moment rédigées par Penny Valentine, l'une des rares femmes du milieu.
Disc devient Disc Weekly en 1964. Deux ans plus tard, en avril 1966, il fusionne avec Music Echo (anciennement Mersey Beat (en)) et devient Disc and Music Echo, titre qu'il conserve jusqu'en 1972. Il disparaît en 1975 en fusionnant avec Record Mirror.